# Frauenkirche (Nürnberg)
Die Frauenkirche, heute römisch-katholische Stadtpfarrkirche Unserer Lieben Frau, steht als eine der bedeutenden Kirchen Nürnbergs an der Ostseite des Hauptmarkts. Sie wurde auf Veranlassung von Kaiser Karl in der Parlerzeit von 1352 bis 1362 als Hallenkirche mit drei mal drei Jochen errichtet; an der Westseite, zum Markt hin, ist eine Vorhalle vorgelagert, im Osten schließt sich in der Breite des Mittelschiffs ein zweijochiger Chor mit 5/8-Schluss an. Von Adam Kraft stammt der westliche Giebel mit einem Maßwerktabernakel für das sogenannte „Männleinlaufen“ von 1509, das noch in Betrieb ist. Aus der Erbauungszeit um 1360 sind viele Skulpturen von hoher Qualität erhalten (teils stark restauriert).

## Geschichte

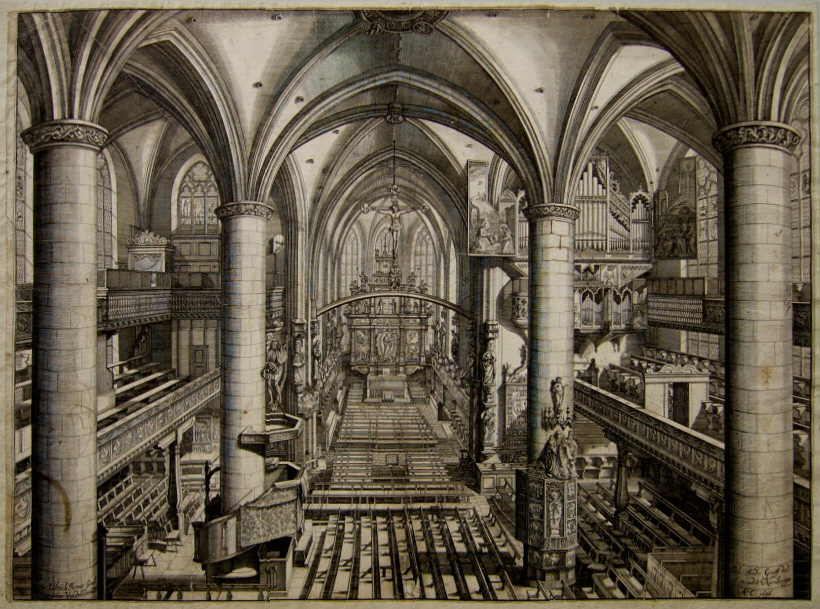
Das Innere der Frauenkirche, Kupferstich von 1696 (nach Johann Andreas Graff)

Die Kirche wurde an dem Ort der beim Pestpogrom im Jahre 1349 zerstörten Synagoge erbaut. Auftraggeber war Kaiser Karl IV. Als Architekt wird in der Forschung immer wieder Peter Parler, der Baumeister des Prager Veitsdoms, genannt, ohne dass sich das beweisen ließe. Die Altäre am Choreingang wurden 1358 geweiht, die Bauvollendung zog sich bis in die 1360er Jahre hin. Die Kapelle diente in der Folgezeit als kaiserliche Hofkapelle und als Versammlungsort der adligen Fürspännergesellschaft. Im Zusammenhang mit der Taufe des kaiserliche Thronfolgers Wenzel in der nahegelegenen Kirche St. Sebald im Jahre 1361 ist die Präsentation der Reichskleinodien vom Umgang des Michaelschors überliefert. Doch war der Altan vor der Westfassade der Frauenkirche nicht für eine regelmäßige Weisung der Reichskleinodien bestimmt, sondern eher für die Weisung des umfangreichen eigenen kostbaren Reliquienbesitzes, den u. a. Karl IV. gestiftet hatte. Auf die Geburt des kaiserlichen Thronfolgers Wenzel nimmt das ungewöhnliche plastische Programm der Portale und Schlusssteine der Kirche Bezug.
In den Jahren 1442 und 1443 baute Heinrich Traxdorf aus Mainz eine „mittlere und eine kleine Orgel“. 1487 wurde die 1466 abgebrannte Sakristei wiederhergestellt. In den Jahren 1506–1508 schuf Adam Kraft einen neuen Westgiebel. Seit der Reformation in Nürnberg 1525 lutherisch, wurde die Kirche durch Einbau von Emporen zu einer Predigtkirche umgestaltet. Nachdem Nürnberg 1806 an das neue Königreich Bayern gefallen war, konnte sich eine römisch-katholische Gemeinde bilden, die 1810 das Gebäude erwarb und es bis 1816 unter Lorenz Rotermundt grundlegend erneuern ließ.  1946–1953 wurden Kriegszerstörungen behoben; nur die Mauern des Langhauses und der Fassade waren erhalten geblieben. 1989–1991 wurde das Bauwerk instand gesetzt. Hierbei wurde in den Chorboden ein Davidstern mit Jahreszahl „1349“ eingesetzt zum Gedenken an das Pogrom gegen die jüdische Siedlung am Hauptmarkt im Jahre 1349. 2003 wurde die äußere Westfassade saniert. Im Jahr 2023 wurde eine Innensanierung durchgeführt.

## Ausstattung

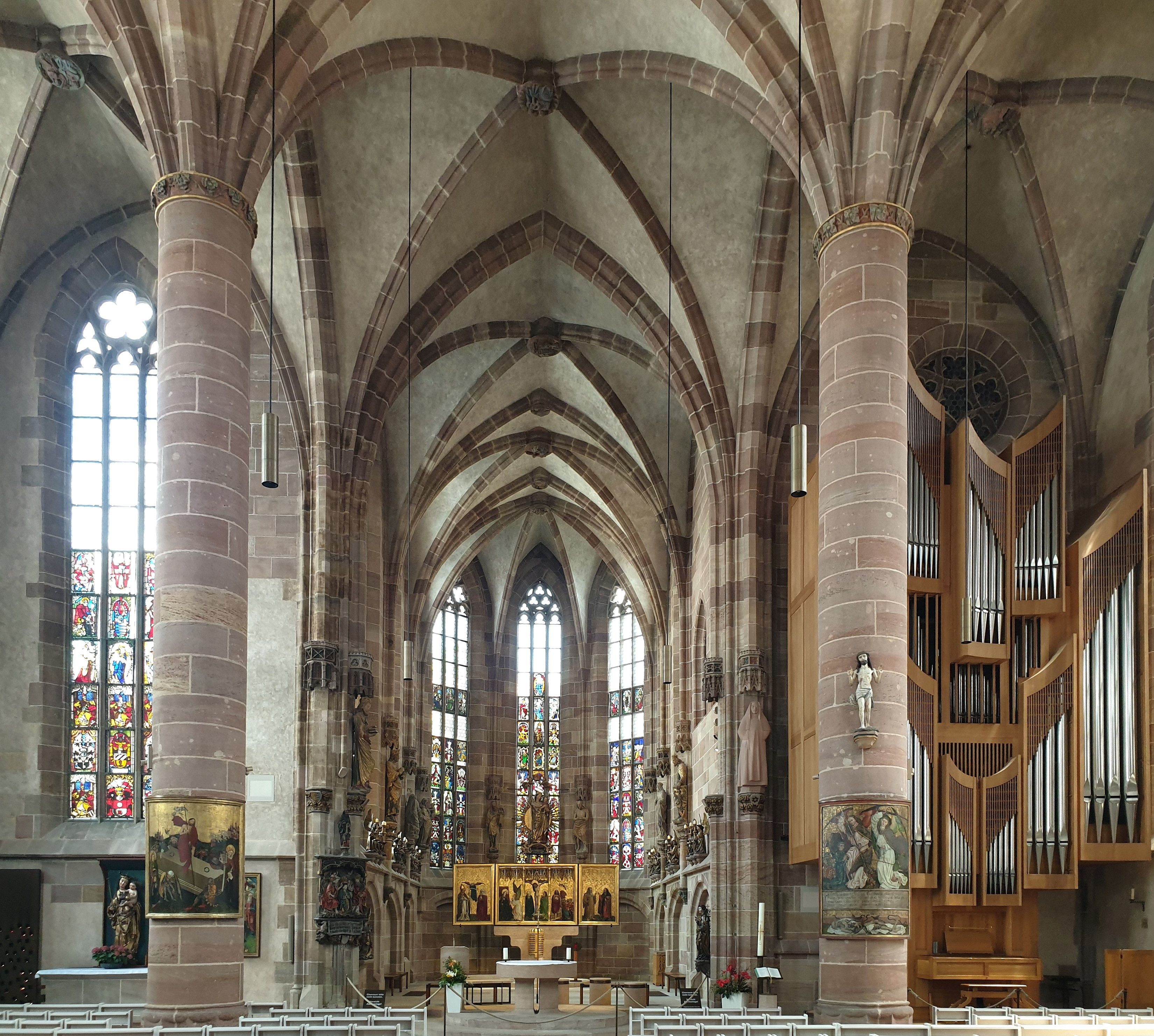
Innenansicht der Frauenkirche

Im Innern der Frauenkirche sind zahlreiche Kunstwerke aus dem Mittelalter überliefert, die allerdings häufig erst im frühen 19. Jahrhundert in die Kirche kamen, als sie nach jahrhundertelanger protestantischer Nutzung für den katholischen Gottesdienst neu eingerichtet wurde, z. B. der sogenannte Tucheraltar (um 1440/1450; stammt aus der abgerissenen Augustinerkirche), Peringsdörffersches Sandstein-Epitaph von Adam Kraft (um 1498, ebenfalls aus dem Augustinerkloster). Von der mittelalterlichen Originalausstattung der Frauenkirche sind erhalten: Steinerner Skulpturenzyklus aus der Zeit um 1360 im Chor (u. a.Anbetung der Könige, hl. Wenzel, Schmerzensmann); Verkündigungsengel und Leuchterengel aus dem Umkreis von Veit Stoß (Anfang 16. Jahrhundert), Reste des ersten Hochaltarretabels um 1400 (die gemalten Tafeln heute im Germanischen Nationalmuseum Nürnberg und im Frankfurter Städel, Tonfiguren u. a. in der Prager Nationalgalerie). Der Nachfolger auf dem Hochaltar, das sog. Welserretabel aus dem frühen 16. Jh., ist heute nur noch in Fragmenten erhalten (Flügelteile im Germanischen Nationalmuseum). Aus der Frauenkirche stammen auch die berühmten sog. „Nürnberger Tonapostel“ aus der Zeit um 1400 (heute Nürnberg, Germanisches Nationalmuseum, und Kirche St. Jakob). Eine Rosenkranztafel aus dem Umkreis des Veit Stoß befindet sich heute ebenfalls im Germanischen Nationalmuseum.

## Orgel

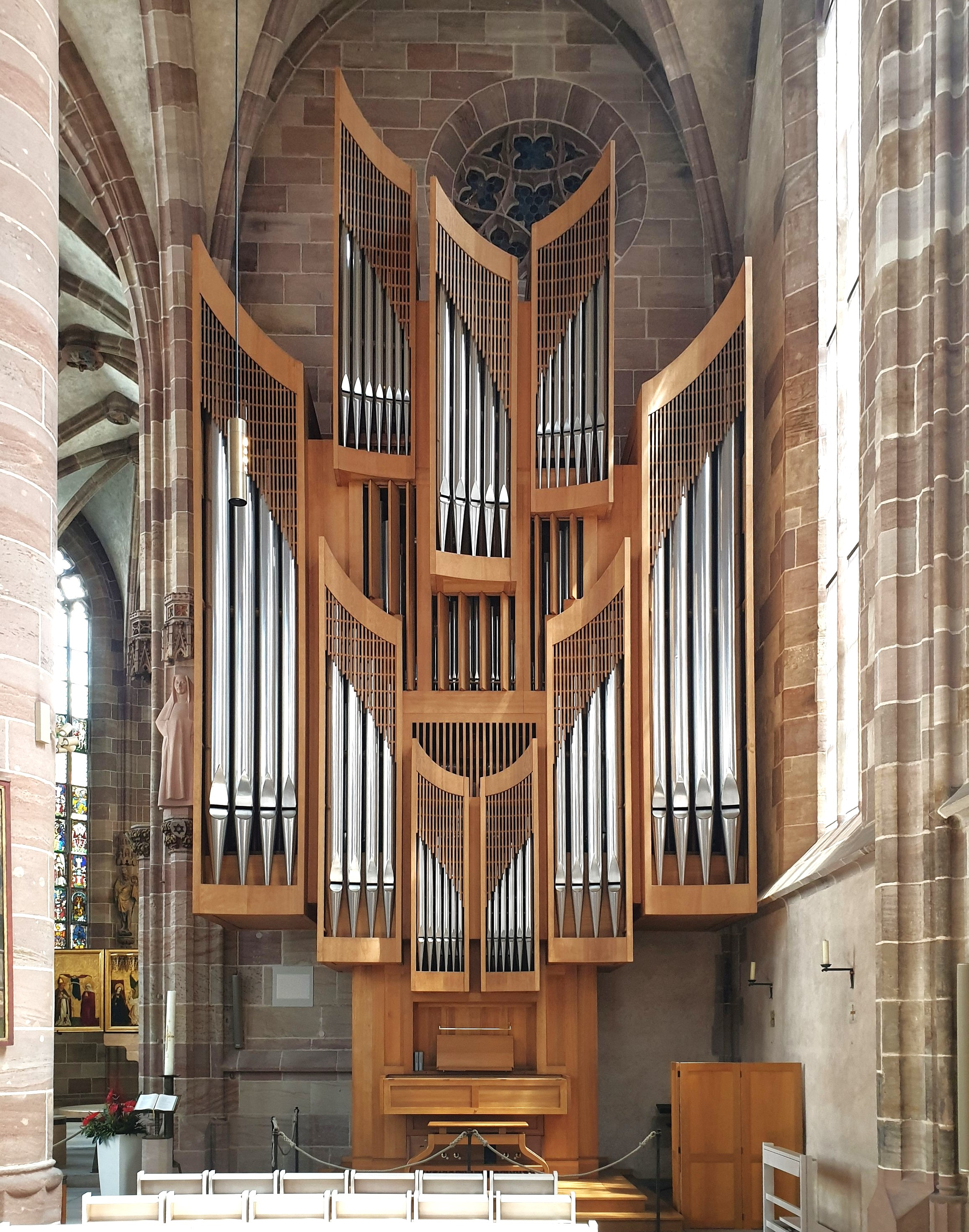
Prospekt der Klais-Orgel (2021)

Die Existenz einer Orgel in der Frauenkirche lässt sich bis in das Jahr 1442 zurückverfolgen.
Die heutige Orgel geht zurück auf ein Instrument, welches im Jahre 1957 von der Orgelbaufirma Johannes Klais (Bonn) mit 26 Registern (von 39 geplanten Registern) auf zwei Manualwerken und Pedal erbaut worden war. Es hatte elektrische Trakturen und hing als Schwalbennest an der Kopfwand des Seitenschiffs. Mitte der 1980er Jahre wurde das Instrument neu erbaut und erweitert und wurde nun auf dem Kirchenboden aufgestellt. 20 Register wurden aus dem Vorgängerinstrument aus dem Jahre 1957 übernommen. Das Schleifwindladen-Instrument hat heute 42 Register auf drei Manualwerken und Pedal. Die Spieltrakturen sind mechanisch, die Registertrakturen sind elektrisch. Der Spieltisch ist am Orgelfuß angebaut.
| I Hauptwerk C–a3 |             |       |
| 1.               | Gedackt     | 16′   |
| 2.               | Principal   | 8′    |
| 3.               | Doppelflöte | 8′    |
| 4.               | Gemshorn    | 8′    |
| 5.               | Octave      | 4′    |
| 6.               | Spitzflöte  | 4′    |
| 7.               | Quinte      | 2 ⁄3′ |
| 8.               | Superoctave | 2′    |
| 9.               | Mixtur V    |       |
| 10.              | Cornet V    | 8′    |
| 11.              | Trompete    | 8′    |

| II Positiv C–a3 |             |        |
| 12.             | Bourdon     | 8′     |
| 13.             | Quintade    | 8′     |
| 14.             | Principal   | 4′     |
| 15.             | Flötgedeckt | 4′     |
| 16.             | Nasard      | 2 ⁄3′  |
| 17.             | Octave      | 2′     |
| 18.             | Terz        | 1 3⁄5′ |
| 19.             | Larigot     | 1 ⁄3′  |
| 20.             | Scharff IV  |        |
| 21.             | Cromorne    | 8′     |
| 22.             | Vox humana  | 8′     |
|                 | Tremulant   |        |

| III Schwellwerk C–a3 |                      |     |
| 23.                  | Holzprincipal        | 8′  |
| 24.                  | Rohrflöte            | 8′  |
| 25.                  | Gamba                | 8′  |
| 26.                  | Vox coelestis        | 8′  |
| 27.                  | Geigenprincipal      | 4′  |
| 28.                  | Flûte octaviante     | 4′  |
| 29.                  | Blockflöte           | 2′  |
| 30.                  | Plein jeu V          |     |
| 31.                  | Basson               | 16′ |
| 32.                  | Trompette harmonique | 8′  |
| 33.                  | Hautbois             | 8′  |
|                      | Tremulant            |     |

| Pedal C–a1 |                 |         |
| 34.        | Principalbaß    | 16′     |
| 35.        | Subbaß          | 16′     |
| 36.        | Quinte          | 10 2⁄3′ |
| 37.        | Octave          | 8′      |
| 38.        | Rohrgedackt     | 8′      |
| 39.        | Tenoroctave     | 4′      |
| 40.        | Rauschpfeife IV |         |
| 41.        | Posaune         | 16′     |
| 42.        | Trompete        | 8′      |

- Koppeln
  - Normalkoppeln: II/I, III/I, III/II, I/P, II/P, III/P
  - Superoktavkoppeln: III/P, III/I, III/II, III/III
- Spielhilfen: Zwei freie Kombinationen, 9 × 6.336-fache elektronische Setzeranlage

## Äußeres der Kirche

### Männleinlaufen

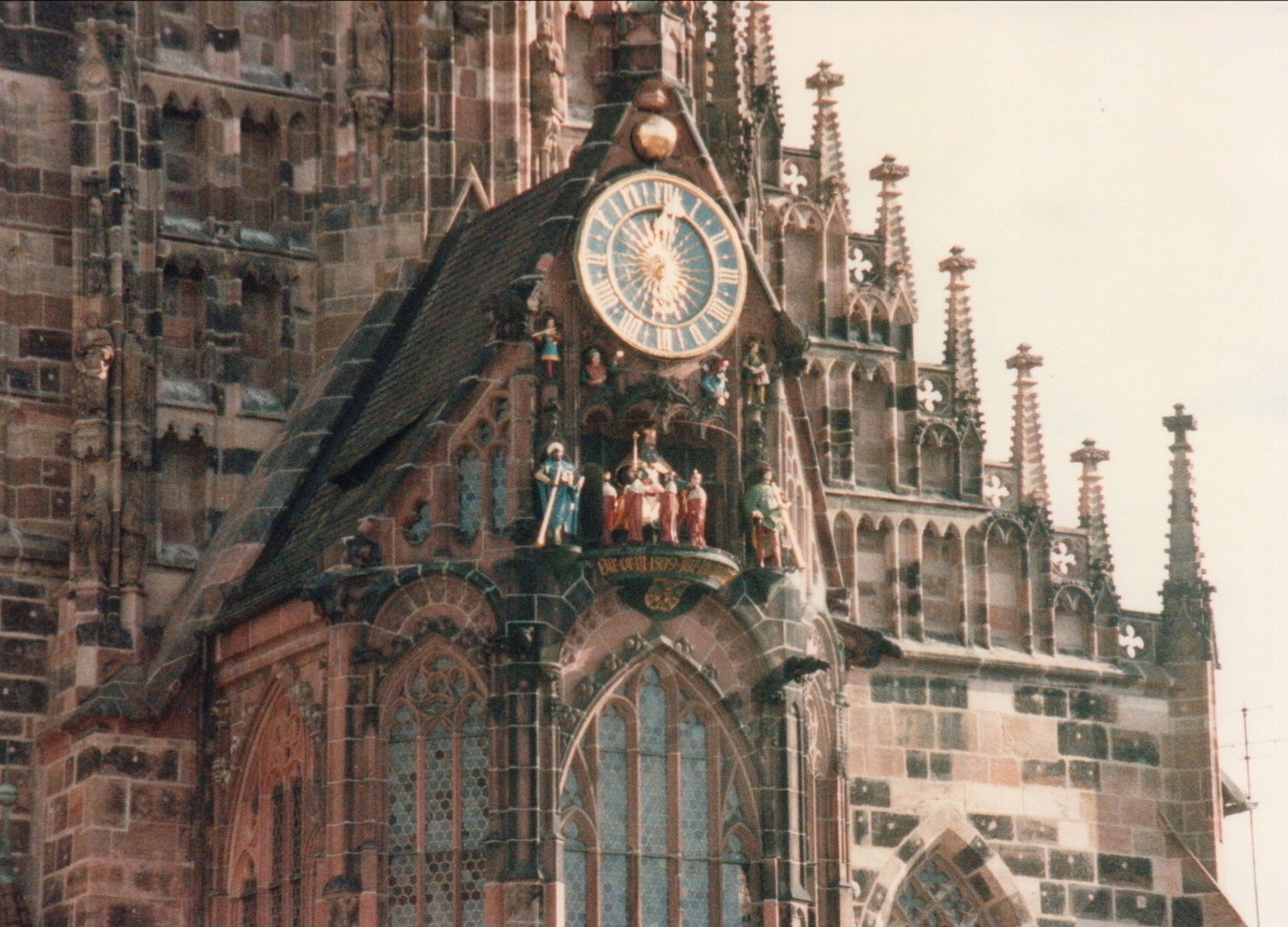
Männleinlaufen

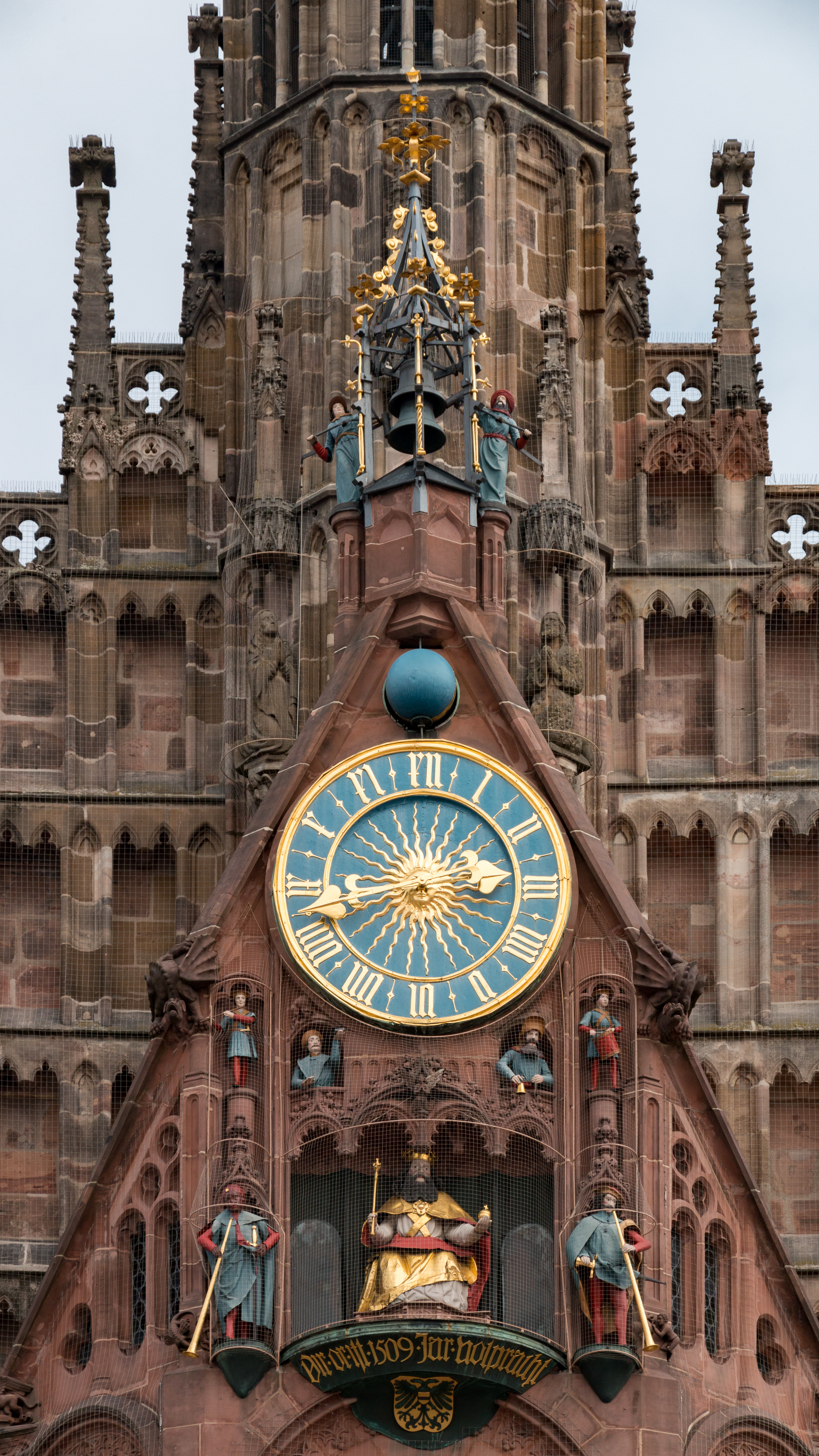
Frontalansicht der gesamten Uhr

Mit diesem Begriff bezeichnet der Volksmund die Kunstuhr mit dem Umlauf von Figuren am Westgiebel der Kirche, welche beim Vollschlag Mittags zwölf Uhr durch einen Mechanismus in Tätigkeit gesetzt wird und die sieben Kurfürsten zu einem huldigenden Rundgang dreimal um den Kaiser schickt.
Das Männleinlaufen wurde 1356 von Kaiser Karl IV. zur Erinnerung an die Goldene Bulle gestiftet. Deren erste 23 Kapitel sind bekannt als Nürnberger Gesetzbuch, sie wurden dort erarbeitet und am 10. Januar 1356 auf dem Nürnberger Hoftag verkündet. Bereits 1361 ist eine Kunstuhr an der fertiggestellten Frauenkirche verbürgt: Das Salbuch der Kirche legt das „Trinkgeld“ für den Mesner fest, das er für die Wartung erhielt. 150 Jahre später wurde zum Gedenken an diesen Tag im Jahre 1506 der Beschluss gefasst, sie zu erneuern und mit der Arbeit begonnen. Im Jahr 1509 wurde die Kunstuhr fertiggestellt. Sie ist eine Astronomische Uhr und zählt zu den Monduhren mit Mondkugel. Über dem Hauptportal sollten die Kurfürsten und der Kaiser in einem kunstvollen Uhrwerk dargestellt werden. In den Jahren 1506–1509 fertigten der Schlossermeister Jörg Heuss und der Kupferschmied Sebastian Lindenast der Ältere die Uhr an. Das Werk wurde von Heuss konstruiert und gebaut, während Lindenast die kupfergetriebenen Figuren dazu lieferte. Die Kosten beliefen sich auf annähernd 1640 Gulden. Aus dieser Zeit stammen noch das Zifferblatt, die Figur des Kaisers und die der Fanfarenbläser. Über dem Zifferblatt zeigt eine blau-goldene Mondkugel die Mondphasen an. 1823 wurden die Figuren des Umgangs, die der sieben Kurfürsten und eines Herolds wegen des Metallwertes verkauft und später durch hölzerne ersetzt. Während des Zweiten Weltkriegs wurde das Werk im Nürnberger Kunstbunker aufbewahrt.
Ablauf:
Mittags um zwölf Uhr heben nach dem vollendeten Stundenschlag (kurze Wartezeit für das Anlaufen des Werkes eingeschlossen) die beiden Fanfarenbläser dreimal ihre Instrumente. Anschließend treten über ihnen der Flötenspieler (der lautlos spielt) und der Trommelschläger in Aktion, danach die Büste des Ausrufers, der lautlos seinen Mund bewegt und mit einer Glocke läutet, sowie eine Büste, die ein Buch hochhält und darauf hinweist. Unter andauernden Doppelglockenschlag (im schmiedeeisernen Türmchen schlagen zwei in türkische Tracht gekleidete Männer mit einem Hammer abwechselnd auf eine Glocke) öffnen sich zwei Türen links und rechts des im goldenen Ornat thronenden Kaisers.
Nun beginnt das eigentliche Männleinlaufen:
Die sieben Kurfürsten kommen aus der rechten Tür, laufen auf den Kaiser zu und drehen sich in der Mitte zu ihm hin und wieder zurück in Laufrichtung. Die Figur des Kaisers grüßt mit dem Zepter. Nach dreimaligem Umlauf verschwindet der ganze Zug wieder im Innern der Uhr.
 Die Figuren der Kurfürsten sind mit den Attributen der Erzämter ausgestattet. Die drei Erzbischöfe von Mainz, Köln und Trier halten jeweils ein Pergament als Zeichen der Kanzlerwürde in Händen. Der König von Böhmen ist im Königsornat mit Krone und Zepter dargestellt und hält als Zeichen des Erzmundschenkes einen Pokal in der rechten Hand. Der nachfolgende Pfalzgraf bei Rhein als Erztruchsess trägt eine (silberne) Schüssel, der Herzog von Sachsen als Erzmarschall trägt als Attribut ein Schwert und zuletzt der Markgraf von Brandenburg als Erzkämmerer einen Schlüssel. Der Kurfürstenornat ist bei den Figuren nicht korrekt dargestellt. Auch stimmen die Attribute teilweise nicht mit den mittelalterlichen überein (Krönung der römisch-deutschen Könige und Kaiser).

### Christkindlesmarkt

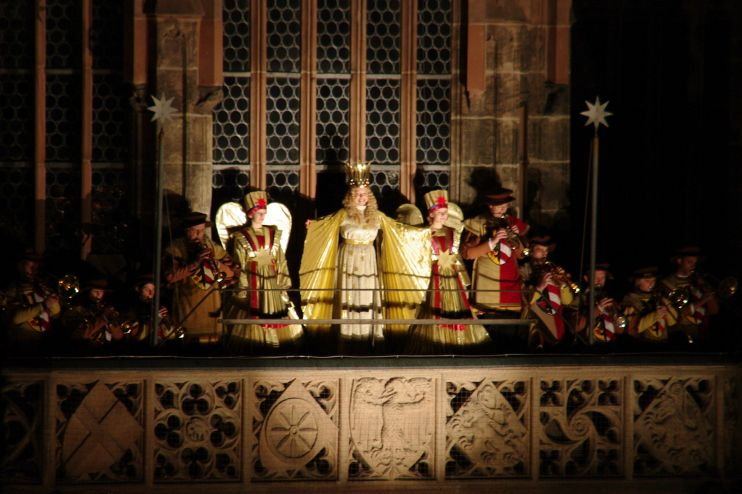
Zur Eröffnung des Nürnberger Christkindlesmarktes spricht das Christkind den Prolog auf dem Balkon der Frauenkirche (2009)

Zur Eröffnung des Nürnberger Christkindlesmarktes, des bekanntesten fränkischen Weihnachtsmarktes, spricht das Christkind den gegen 17:30 Uhr mit den Worten „[…] und wer da kommt, der soll willkommen sein“ endenden Prolog auf dem Balkon der Frauenkirche, unterhalb des Männleinlaufens, in Richtung Hauptmarkt.

## Galerie

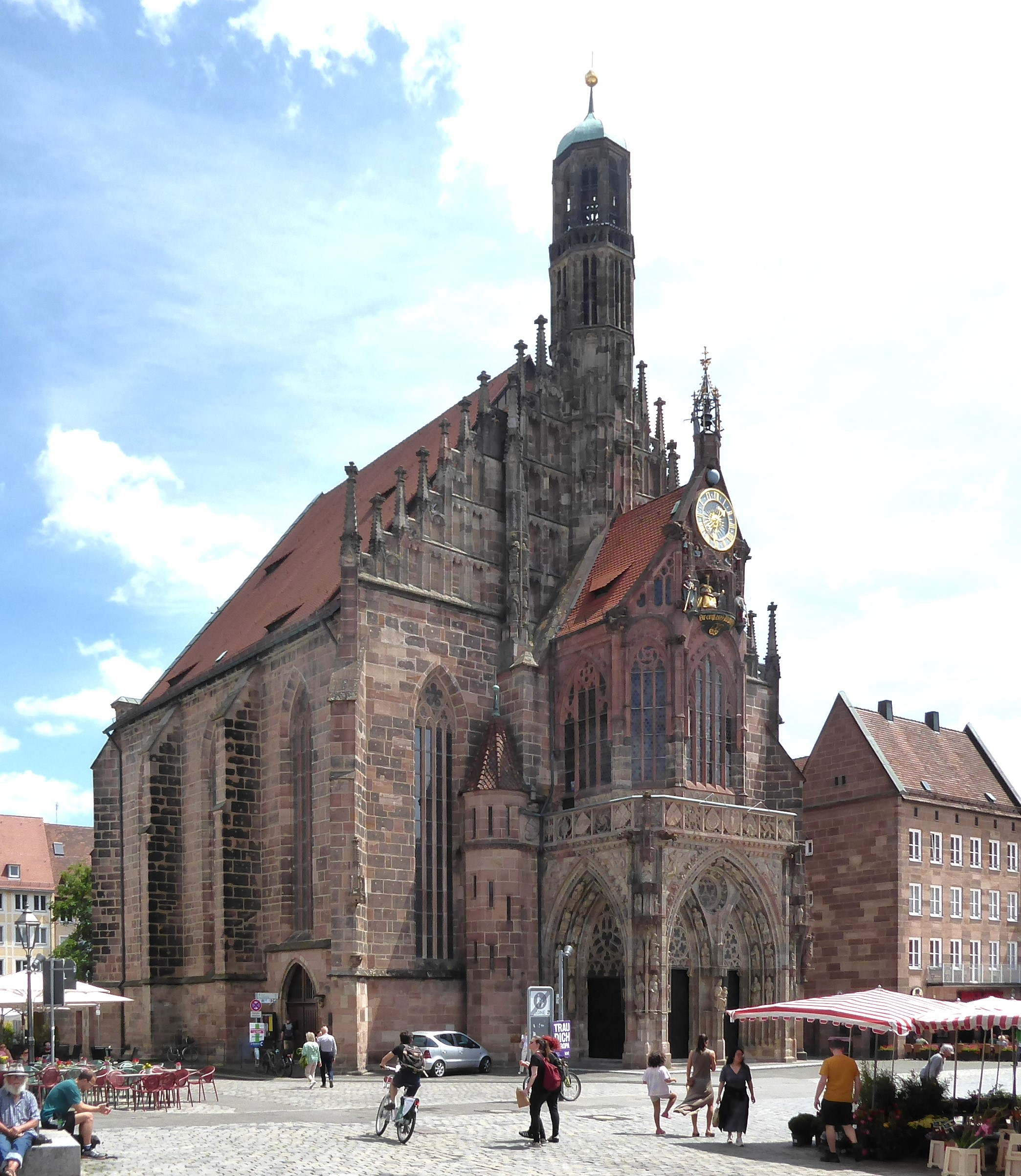
Außensicht
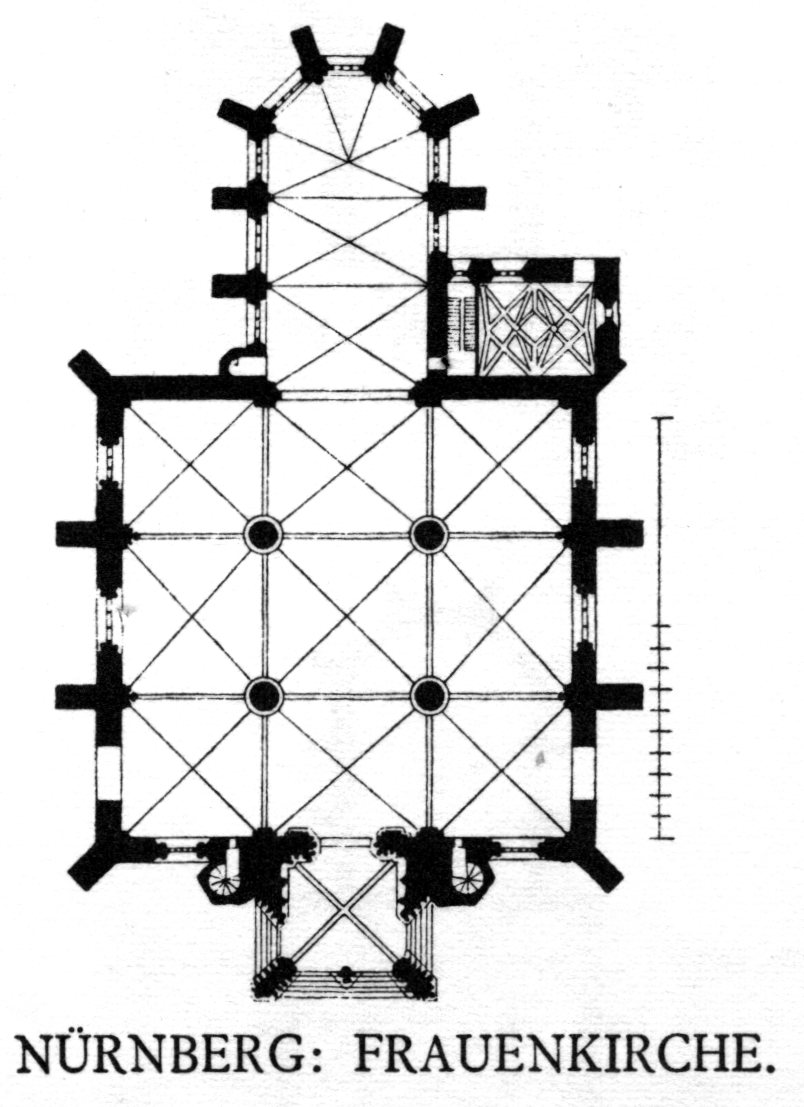
Grundriss
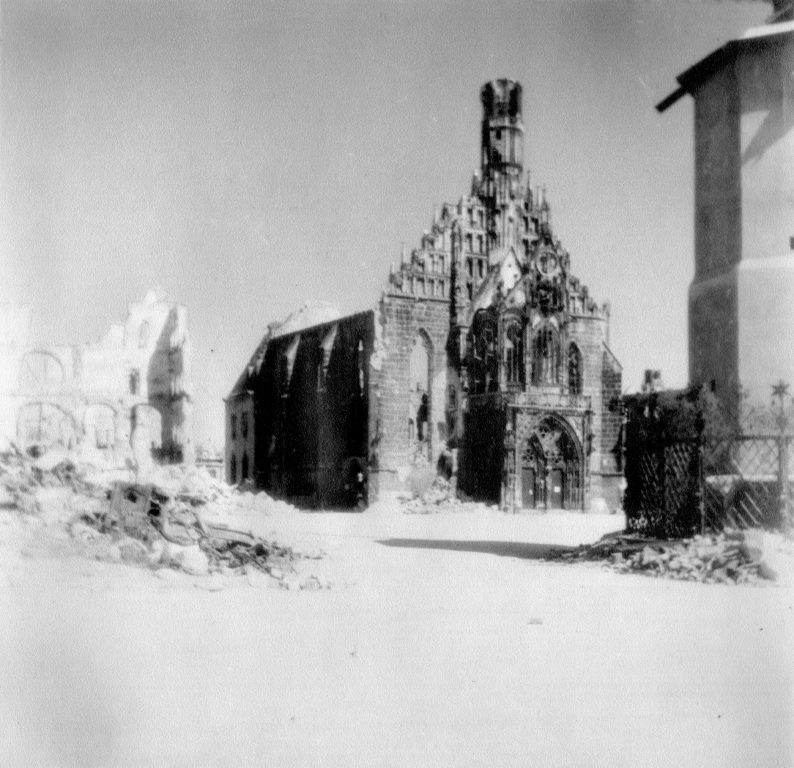
Im Januar 1945
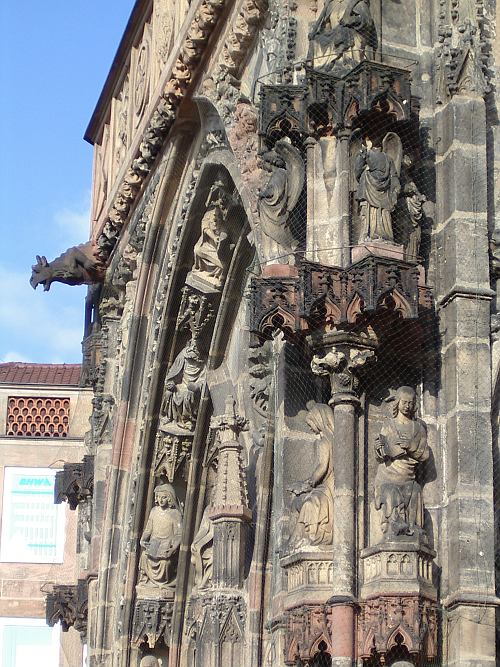
Westportal, Archivolte mit Skulpturen
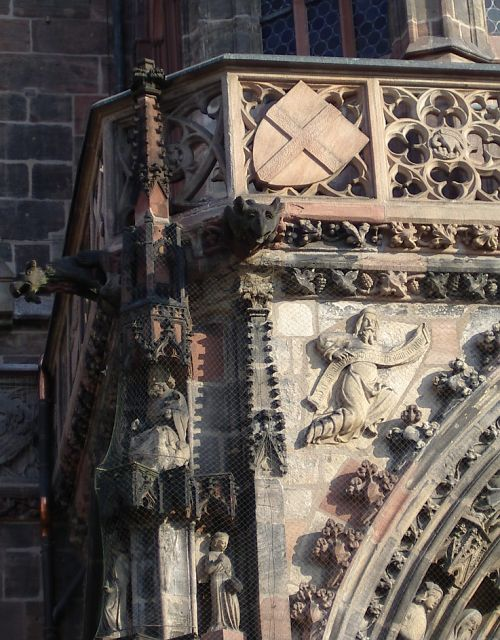
Westportal, nördlicher Zwickel, mit Prophet und Wasserspeiern
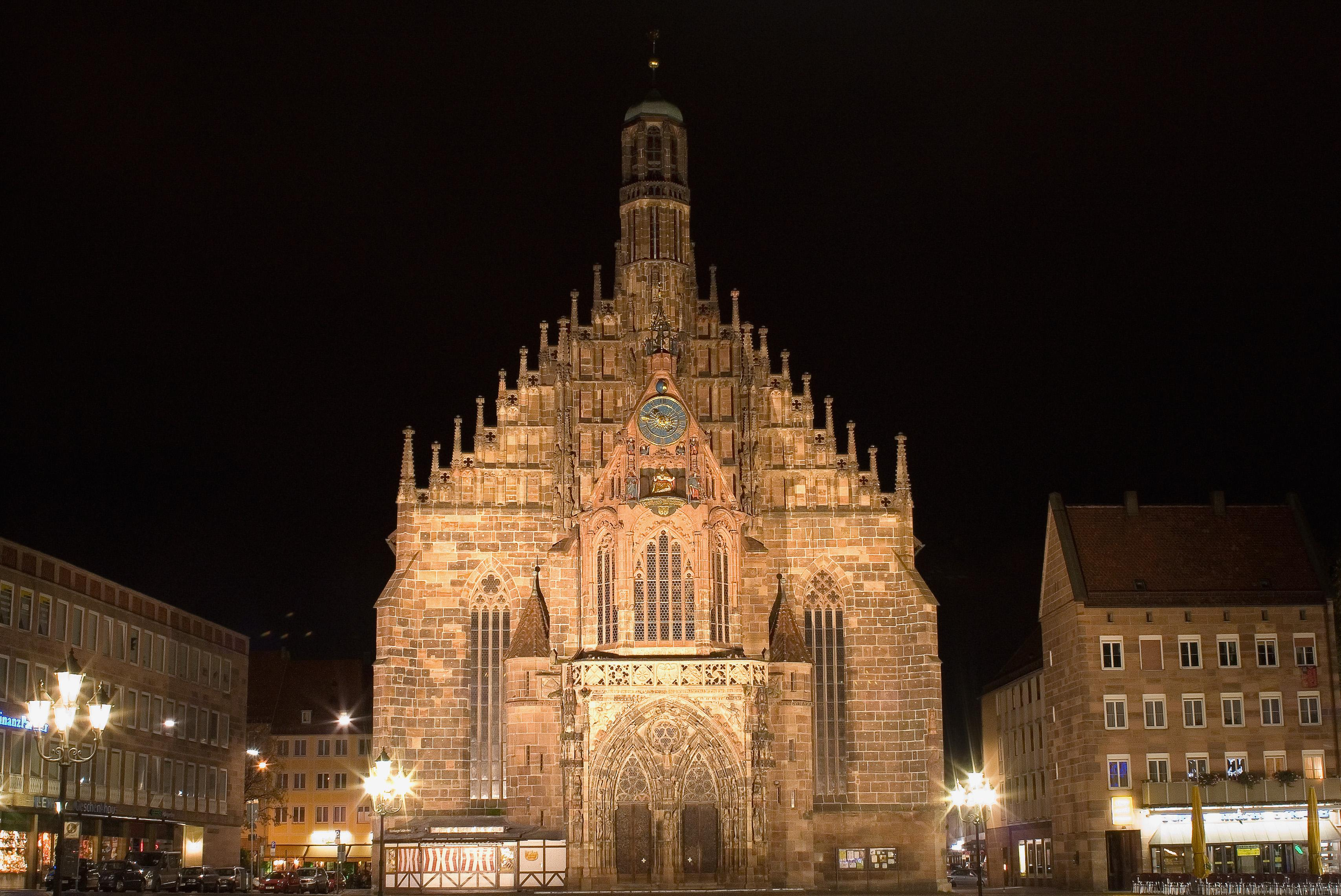
Frauenkirche bei Nacht
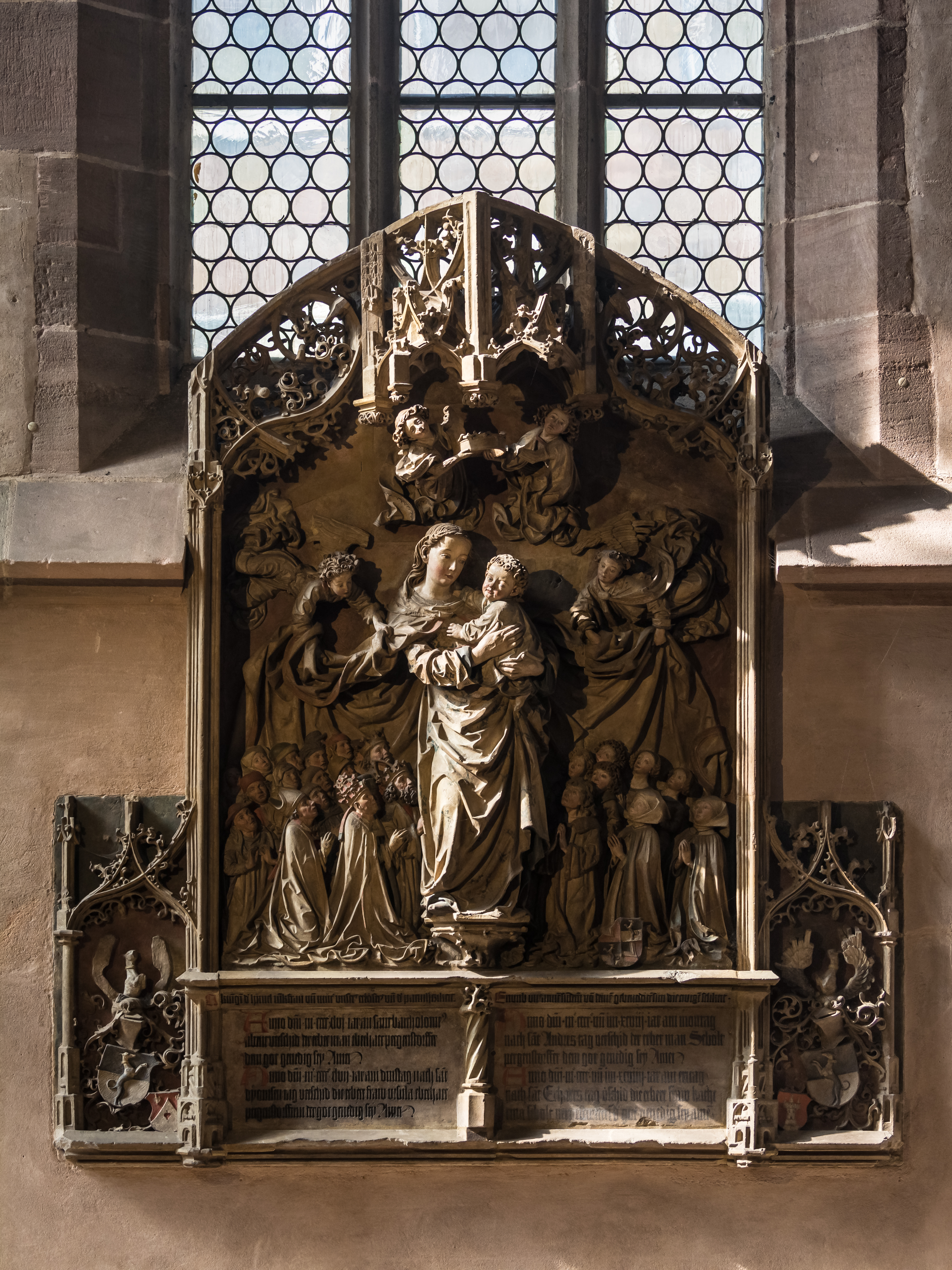
Pergenstorffer Epitaph
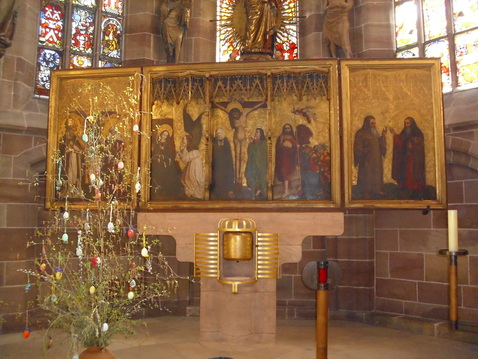
Tucheraltar
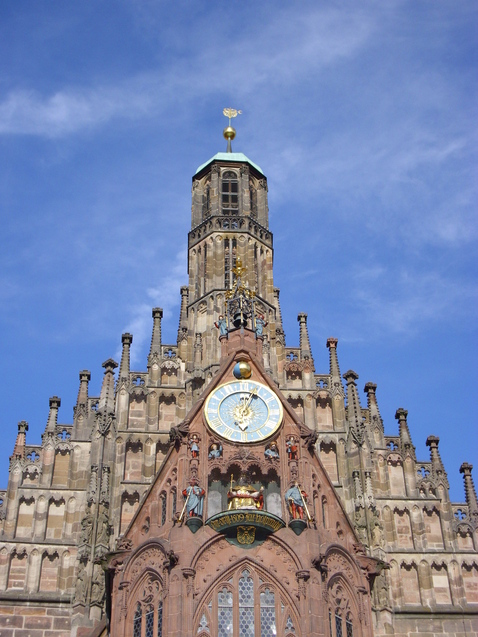
Westfassade
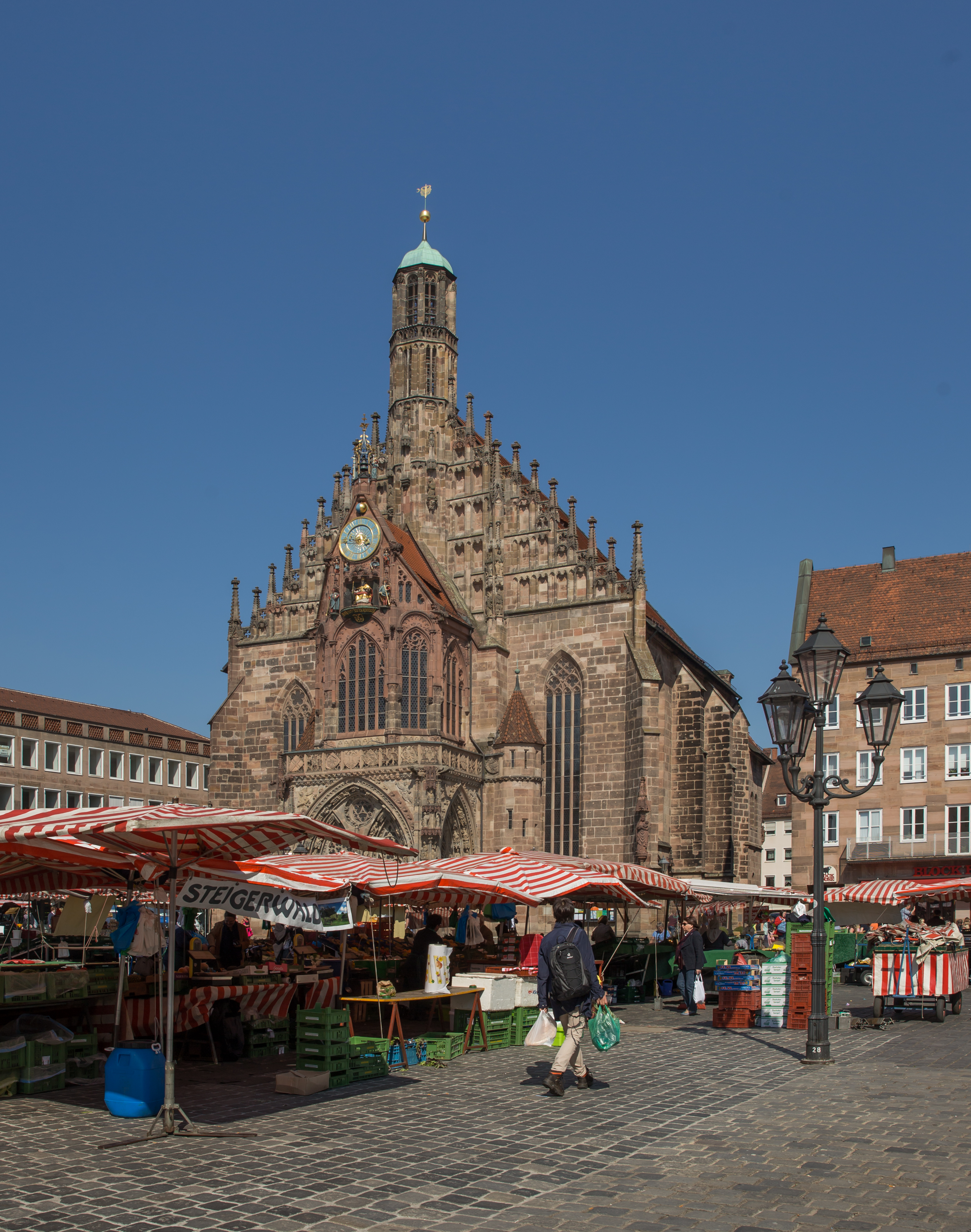
Westfassade mit dem Hauptmarkt
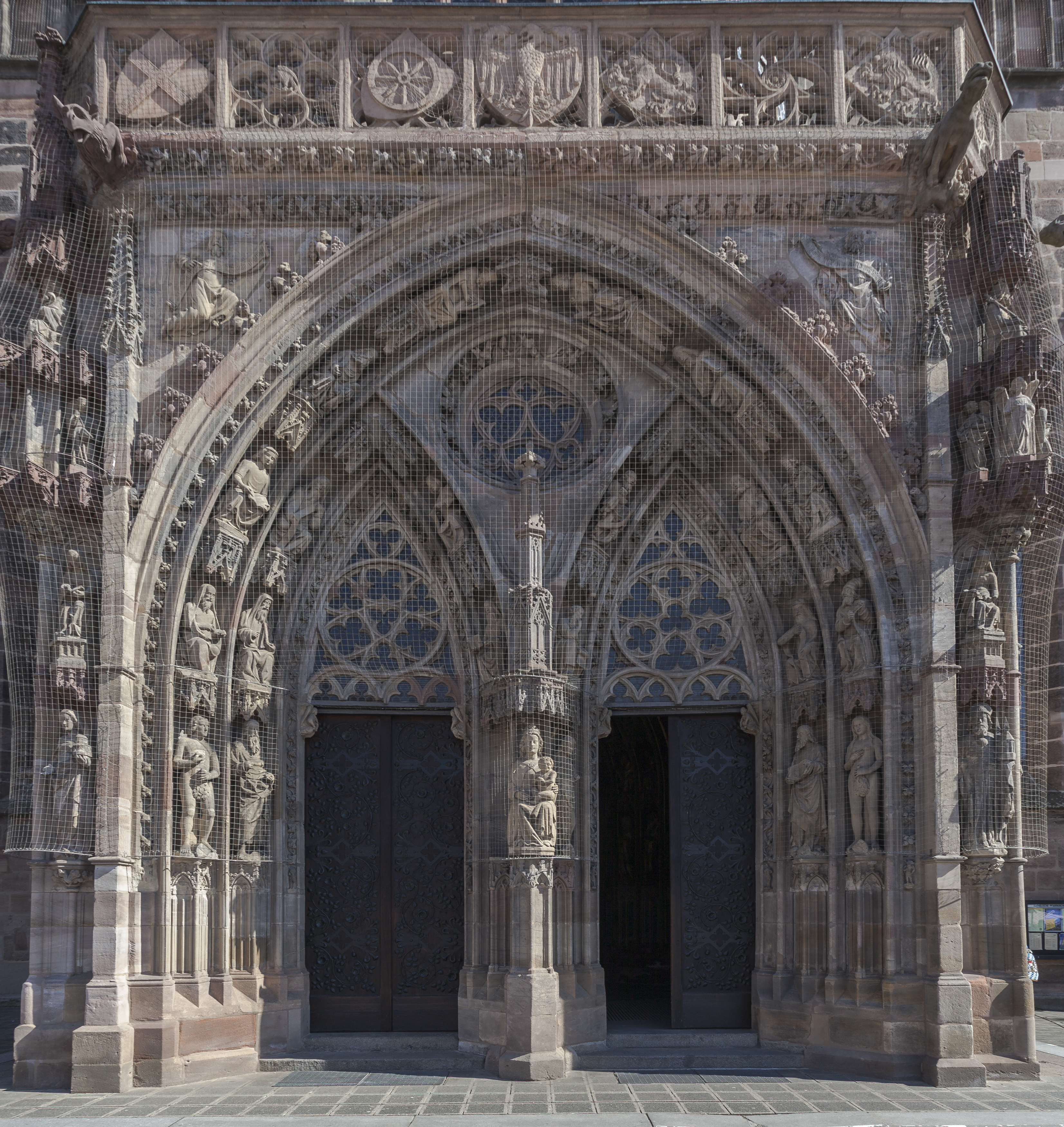
Haupteingang
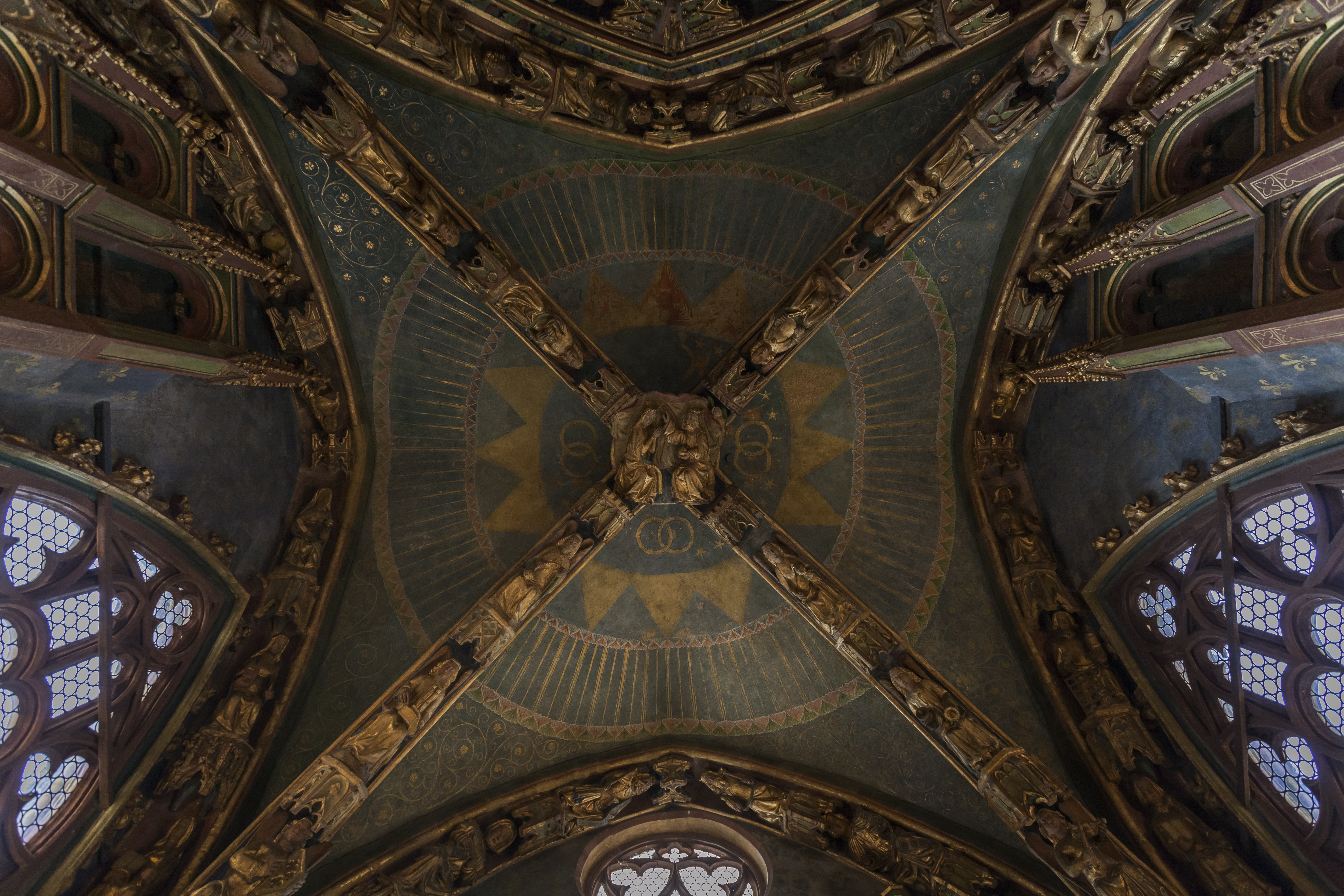
Decke der Eingangshalle
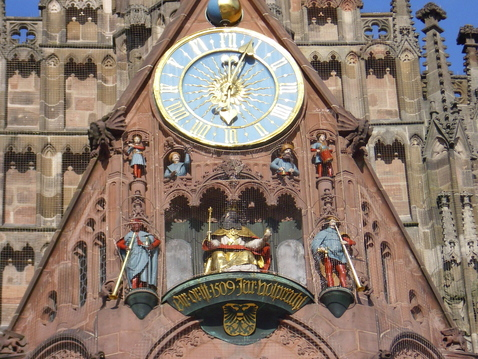
Uhr über dem Hauptportal
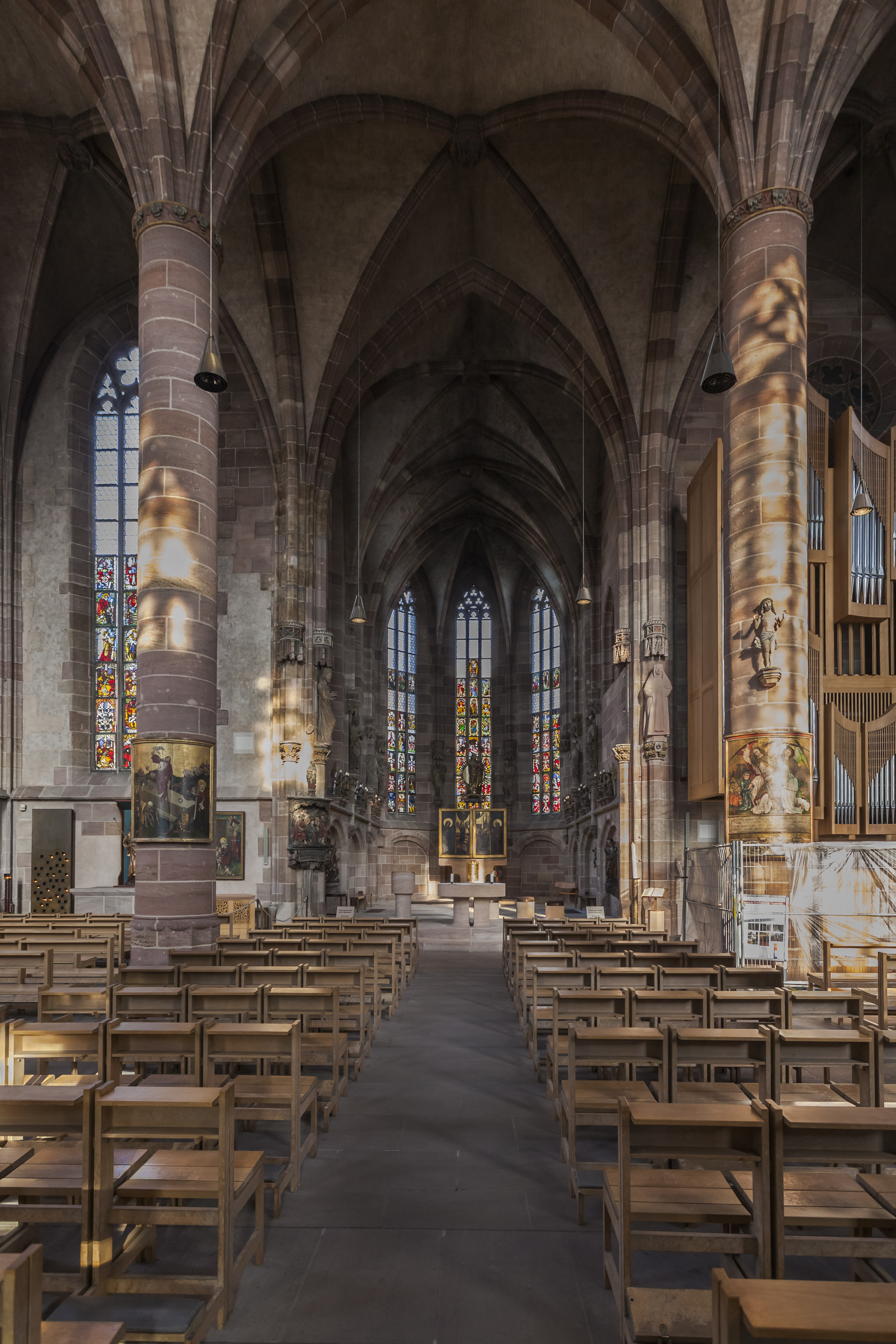
Innenansicht